# 広島県道156号御調久井線
広島県道156号御調久井線（ひろしまけんどう156ごう みつぎくいせん）は、広島県尾道市から三原市に至る一般県道である。

## 概要
尾道市御調町公文から三原市久井町江木に至る。

### 路線データ
- 起点：尾道市御調町公文（国道184号交点）
- 終点：三原市久井町江木（広島県道25号三原東城線交点）
- 総延長：14.22 km

## 路線状況
狭い山道の続く路線。

### 重複区間
- 広島県道406号宇津戸八幡線（尾道市御調町綾目 - 尾道市御調町大原）

### 交通量
本路線においての道路交通センサスによる自動車類交通量（上下合計）に関してはそれぞれ以下の通り（平成22年（2010年）度時点）。
| 時間       | 小型車 | 大型車 | 合計 |
| ---------- | ------ | ------ | ---- |
| 昼間12時間 | 63台   | 09台   | 72台 |
| 24時間     | 78台   | 11台   | 89台 |

## 地理

### 通過する自治体
- 尾道市
- 三原市

### 交差する道路
| 交差する道路                           | 市町村名 | 交差する場所 | 交差する場所 |
| -------------------------------------- | -------- | ------------ | ------------ |
| 国道184号                              | 尾道市   | 御調町公文   | 起点         |
| 広島県道406号宇津戸八幡線 重複区間起点 | 尾道市   | 御調町綾目   |              |
| 広島県道406号宇津戸八幡線 重複区間終点 | 尾道市   | 御調町大原   |              |
| 広島県道375号吉田丸門田線              | 三原市   | 久井町吉田   |              |
| 広島県道25号三原東城線                 | 三原市   | 久井町江木   | 終点         |

### 沿線
- 久井の岩海
- 宇根山家族旅行村